# リジュー
リジューまたはリズィユー (Lisieux) は、フランス、ノルマンディー地域圏カルヴァドス県の都市。谷とボカージュ（畑地や牧草地が垣根で囲まれている一帯を示す。ノルマンディーに多い）に囲まれた、ペイ・ドージュ地方（fr、ノルマンディーの自然上の地域区分）の中心である。

## 地理
トゥーケ川とその支流が合流する地点にある。

## 歴史

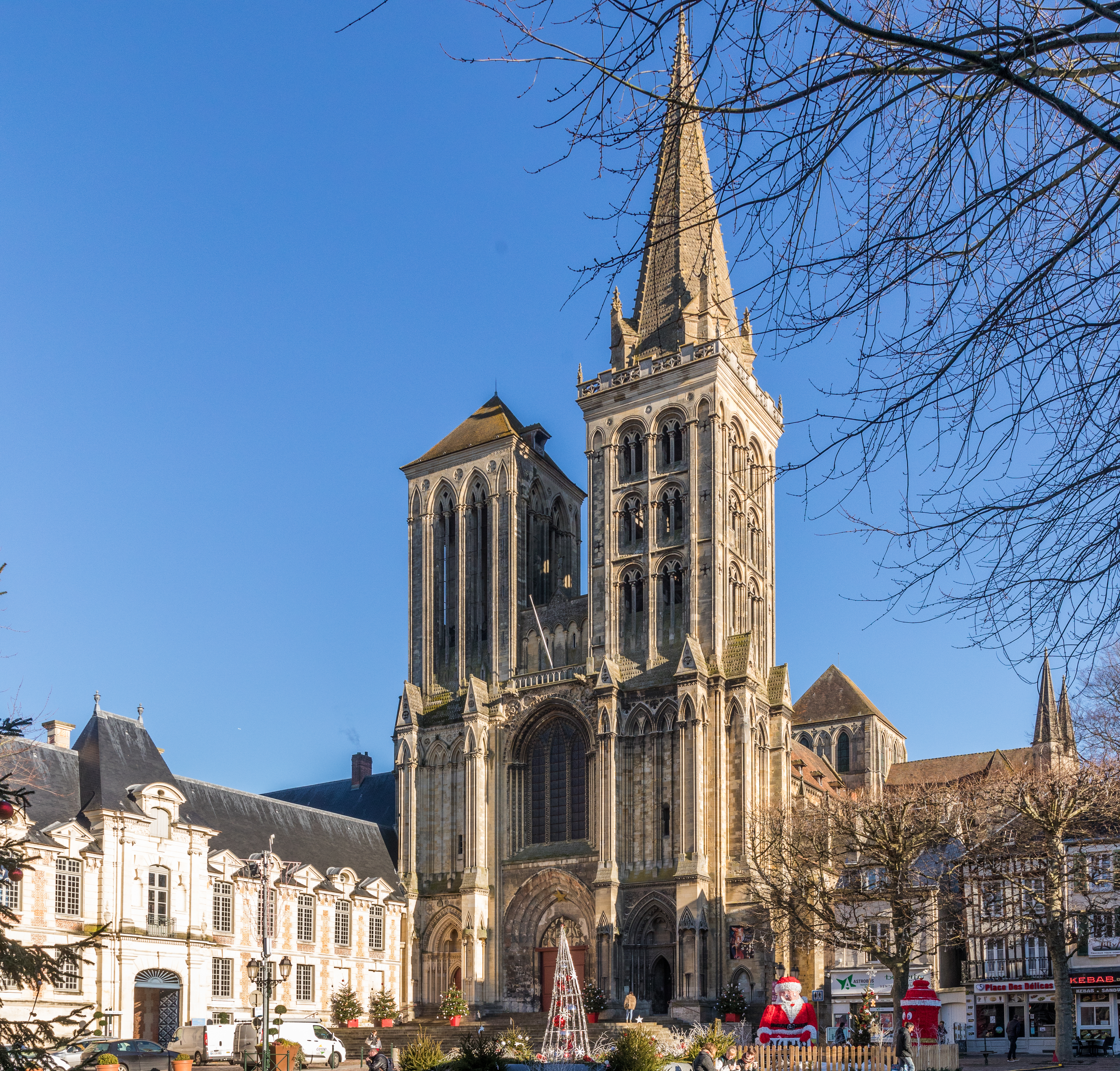
サン＝ピエール・ド・リジュー聖堂

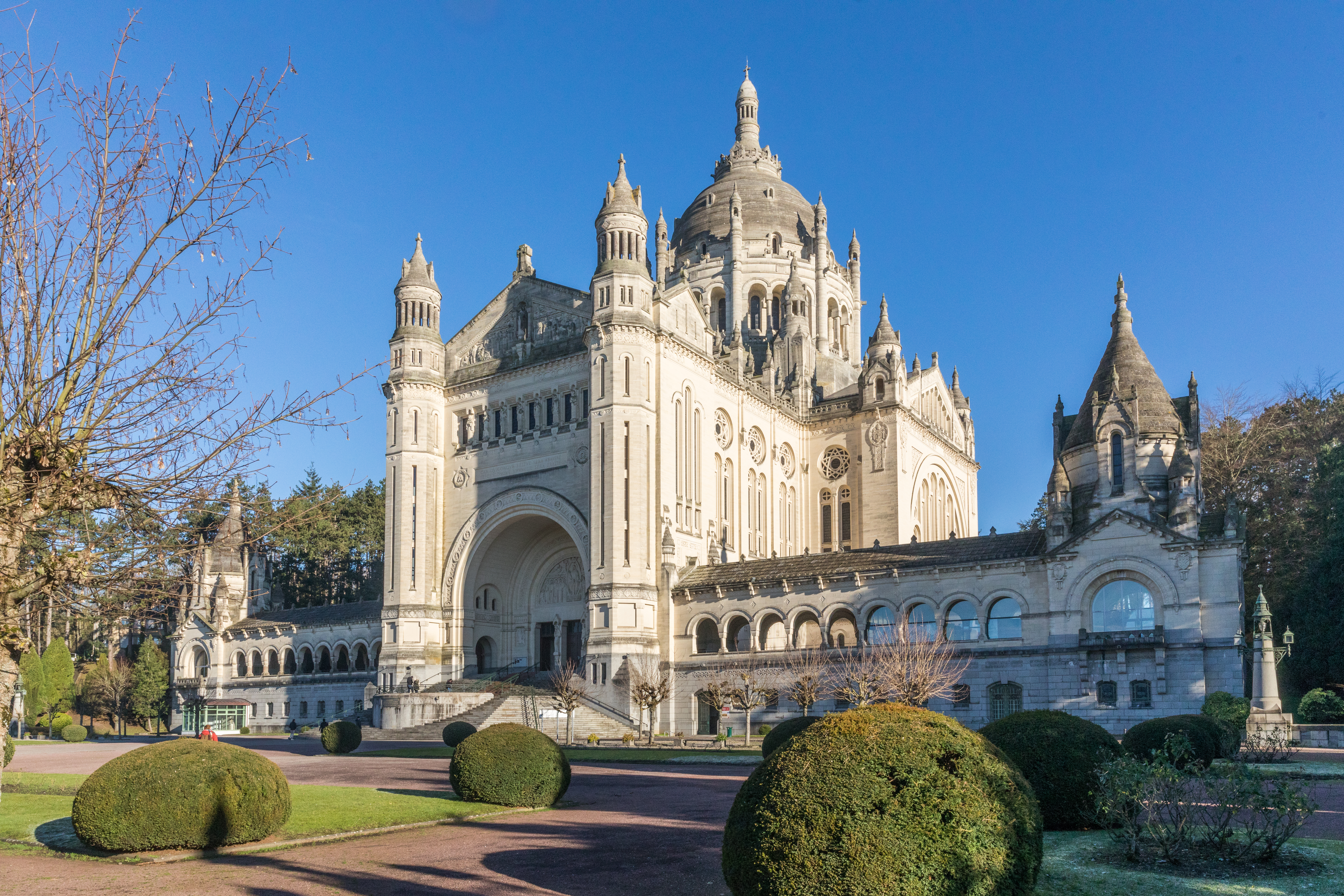
サント＝テレーズ・ド・リジュー教会

リジューとは、かつてこの地にいたガリア系の一部族、レクソウィ族（fr、ラテン語表記Lexovii）に由来する。ガロ＝ローマ時代には、ケルト語でnoviio（新しい）という言葉とmagos（平原、市場など）の言葉が合体した地名、ノヴィオマグス（Noviomagus、新しい市場）と呼ばれていた。ガイウス・ユリウス・カエサルは、その著作『ガリア戦記』で、ガリア人のオッピドゥムがレクソウィ族の地にあったと記している。その場所はle Castellierと呼ばれ、現在のリジューの南西3kmのところにある。都市の面積は200ヘクタールあり、壁で囲まれていた。ガロ＝ローマ時代には現在の場所にリジューの町があった。ローマ人の存在から町は重要視され、記念物の建設に恵まれていた。
ローマ帝国の衰退後、リジューはルーアンの首座大司教の支配下に入った。リジュー司教の管区はリューヴァン地方（fr、ウール県）やペイ・ドージュ地方に及んでいた。これはおそらくかつてのローマが残した行政の枠組みに沿っていた。司教はフランス西部では珍しく、都市や郊外を含む郡部の所有者で、ルーアンやカナップヴィルにいくつかの建物を所有していた。
ヴァイキングの度重なる襲来で、司教座は打ち捨てられ数年間荒れたままだった。当時のユー公爵がロマネスク様式のサン＝ピエール聖堂を建設した。ゴシック様式の聖堂が建てられたとき、かつてのリジュー司教でシャルル5世の聴罪僧であったニコル・オレームの名にちなみ名づけられた。百年戦争ではイングランドに占領された。ジャンヌ・ダルクを法廷で裁いたピエール・コーションは、リジュー司教を務めた。
フランス革命中にカルヴァドス県が誕生すると、郡庁の置かれたリジューはカーンと比較するとマイナーな都市となった。中世以来、ノルマンディーの7司教座の町の一つであり続けてきたリジューは、1801年にその地位を失った。しかし1855年にバイユー司教座と統合され、現在はバイユー＝リジュー司教座となっている。
20世紀になってリジューのテレーズ信仰が盛んになると、町を囲む丘の上にネオ・ビザンティン様式のサント＝テレーズ・ド・リジュー教会が新たに建てられた。現在この教会はルルドに次ぐ国内2番目のカトリック巡礼地となっている。
1944年6月6日から7日にかけ、連合国軍の空襲がリジューを襲い、死者800人以上を出し、市街の60%が破壊された。

## 交通
- 道路 - D613、D579
- 鉄道 - TERバス＝ノルマンディーおよびTERオート＝ノルマンディー、TGV、リジュー駅

## 姉妹都市
- トーントン、イギリス
- サン＝ジョルジュ、カナダ

## 出身者
- ポール・コルニュ
- ニコラス・バトゥム